# تپه قالایاله (قلعه کیوان)
تپه قالایاله (قلعه کیوان) مربوط به سدهٔ ۶ و ۷ ه.ق است و در شهرستان خدابنده، روستای قره قوش واقع شده و این اثر در تاریخ ۱۹ اردیبهشت ۱۳۵۶ با شمارهٔ ثبت ۱۳۸۷ به‌عنوان یکی از آثار ملی ایران به ثبت رسیده‌است.